# Констанца
Констанца (рум. Constanța, у античко доба: Томис, грч. Κωνστάντια, буг. Кюстенджа) је један од најзначајнијих градова у Румунији и највећа румунска лука на Црном мору. Овај град се налази у југоисточном делу земље, у историјској покрајини Добруџа, чије је привредно и културно средиште. Констанца је и управно средиште истоименог округа Констанца.
Констанца се простире се на 124,89 km² и према попису из 2021. године у граду је живело 263.688 становника.

## Географија
Констанца се образовала на месту где се из области Влашке низије у унутрашњости најлакше ступа до Црног мора. Северно до града обала је сувише мочварна за повољан приступ мору (Делта Дунава), док се на југу диже горје у суседној Бугарској. Повезивањем града са Дунавом путем Канала Чернавода-Негру Вода Констанца је још више добила на прометном значају.

## Историја
На месту данашње Констанце постојала је грчка колонија Томис, основана око 500. године пре нове ере. Касније је био дeо Римског царства, Бугарског царства, Отоманске империје и најзад Румуније.
Пруга која је повезивала Чернаводу и Констанцу изграђена је 1860. године.
За време Румунског рата за независност, Констанца 1878. године прелази из посједа Османског царства са остатком Сјеверне Добруџе у руке Румуније.
За време Првог светског рата Констанца је била окупирана од стране Централних сила. Румунија је преузела град 1918. године, када су га ослободиле снаге Сила антанте послије успјешног пробоја Солунског фронта. Током 20. века Констанца се нагло развиja у велики град захваљујући погодности да је то једина значајна поморска лука у земљи са релативно кратким излазом на море. Упоредо са тим развијала су се и приморска градска предграђа као важна туристичка одредишта на румунском делу црноморског приморја.

## Становништво
| 1948.  | 1956.  | 1966.   | 1977.   | 1992.   | 2002.   | 2011.   | 2021.   |
| ------ | ------ | ------- | ------- | ------- | ------- | ------- | ------- |
| 78.586 | 99.676 | 150.276 | 256.978 | 350.581 | 310.471 | 283.872 | 263.688 |

Констанца је у протеклим вековима била насеље са више етничких и верских заједница. Припајање града Румунији у 19. веку донело је граду снажан прилив румунског елемента, који је данас претежан.
Некада бројне заједнице Бугара, Јевреја и Грка данас су готово нестале, док је значај турске и татарске заједнице много мањи него некад. По попису из 2002. године Румуни чине преко 92% становништва града, док Турци и Татари по 3%, док остали чине остатак од 2%.
Према попису из 2021. у Констанци живи 263.688 становника од којих већину чине Румуни (76,47%), а од мањина највише има Татара (2,58%) и Турака (1,66%).
| Етнички састав према попису из 2021.‍ | Етнички састав према попису из 2021.‍ | Етнички састав према попису из 2021.‍ | Етнички састав према попису из 2021.‍ | Етнички састав према попису из 2021.‍ |
| ------------------------------------ | ------------------------------------ | ------------------------------------ | ------------------------------------ | ------------------------------------ |
|                                      |                                      |                                      |                                      |                                      |
| Румуни                               | Румуни                               |                                      | 201.648                              | 76,47%                               |
| Татари                               | Татари                               |                                      | 6.802                                | 2,58%                                |
| Турци                                | Турци                                |                                      | 4.383                                | 1,66%                                |
| Роми                                 | Роми                                 |                                      | 1.515                                | 0,57%                                |
| Липовани                             | Липовани                             |                                      | 841                                  | 0,38%                                |
| Грци                                 | Грци                                 |                                      | 192                                  | 0,07%                                |
| Јермени                              | Јермени                              |                                      | 164                                  | 0,06%                                |
| Мађари                               | Мађари                               |                                      | 152                                  | 0,06%                                |
| Украјинци                            | Украјинци                            |                                      | 92                                   | 0,03%                                |
| Немци                                | Немци                                |                                      | 74                                   | 0,03%                                |
| Остали                               | Остали                               |                                      | 835                                  | 0,32%                                |
| Непознато                            | Непознато                            |                                      | 46.990                               | 17,82%                               |

## Делови града
| - Абатор (Abator) - Анадолчиој (Anadolchioi) - Каза де Култура (Casa de Cultură) - Центар (Centru) - Ц. Е. Т. (C.E.T.) - Којчију (Coiciu) - Јужна Констанца (Constanţa Sud) - Енергија (Energia) - Северна Фалеза (Faleză Nord) - Јужна Фалеза (Faleză Sud) - Фар (Far) - Гара (Gară) - Халата Трајан (Halta Traian) - И. Ц. И. Л. (I.C.I.L.) - И. Ц. Братијану (I. C. Brătianu) - Инел 1. (Inel I) | - Инел 2. (Inel II) - КМ 4 (Km. 4) - КМ 4-5 (Km. 4-5) - КМ 5 (Km. 5) - Медеа (Medeea) - Палас (Palas) - Пенинслула (Peninsulă) - Пескарије (Pescărie) - Порт (Port) - Тебекарије (Tăbăcărie) - Томис 1. (Tomis I) - Томис 2. (Tomis II) - Томис 3. (Tomis III) - Томис 4. (Tomis IV) - Вуле Нои (Viile Noi) - Зона Индустријала (Zona Industrială) |

## Привреда
Пошто град има стратешки значај као најважнија румунска лука на Црном мору, индустрија је добро развијена. Индустријализација се највише промовисала за време комунистичке власти у Румунији. Након пада комунизма, период транзиције је ишао споро, као и у осталим земљама које су имале комунистичке режиме.
Тренутно је у изградњи бизнис парк на периферији града који има за циљ да унапреди конкурентност града у односу на остатак региона и света.

## Саобраћај
Град има развијену саобраћајну мрежу. У његовој близини пролази међународни пут Е81 ,а поред њега је важан и ауто-пут А4. Ти путни правци су стратешки важни и представљају директну и најбржу везу са градовима као што су Букурешт, Крајова и Јаши.
Градски превоз повезује све делове града са центром. У прошлости су била заступљена три вида транспорта - аутобуси, тролејбуси и трамваји, док сада једино аутобуски превоз функционише.

## Рођени у Констанци
- Haig Acterian, позоришни критичар, новинар и фашистички активист
- Симона Аманар, гимнастичарка
- Разван Флореа, пливач
- Андреј Георге, новинар
- Ајхан Омер, рукометни тренер
- Андреј Павел, тенисер
- Каталина Понор, гимнастичар
- Митика Прикоп, кануиста
- Александра Стан, певачица
- Себастијан Стен, глумац
- Daniela Şofronie, гимнастичар
- Harry Tavitian, џез музичар
- Krikor Zambaccian, сакупљач умјетнина
- Симона Халеп, тенисерка

## Партнерски градови
- Латакија
- Истанбул
- Актау
- Ираклион
- Трапани
- Волгоград
- Перуђа
- Сидон
- Булоњ на Мору
- Макасар
- Новоросијск
- Сантос
- Добрич
- Шангај
- Хавана
- Александрија
- Турку
- Јокохама
- Ротердам
- Одеса
- Санкт Петербург
- Брест
- Солун
- Измир